# Chelidonichthys spinosus
Chelidonichthys spinosus, comúnmente conocido como rubio rojo, es una especie de pez de la familia Triglidae originario del noroeste del océano Pacífico donde frecuenta profundidades de entre 25 y 615 metros. Esta especie alcanza una longitud de 40 centímetros TL y es de importancia comercial por su relevancia gastronómica.

## Galería de imágenes

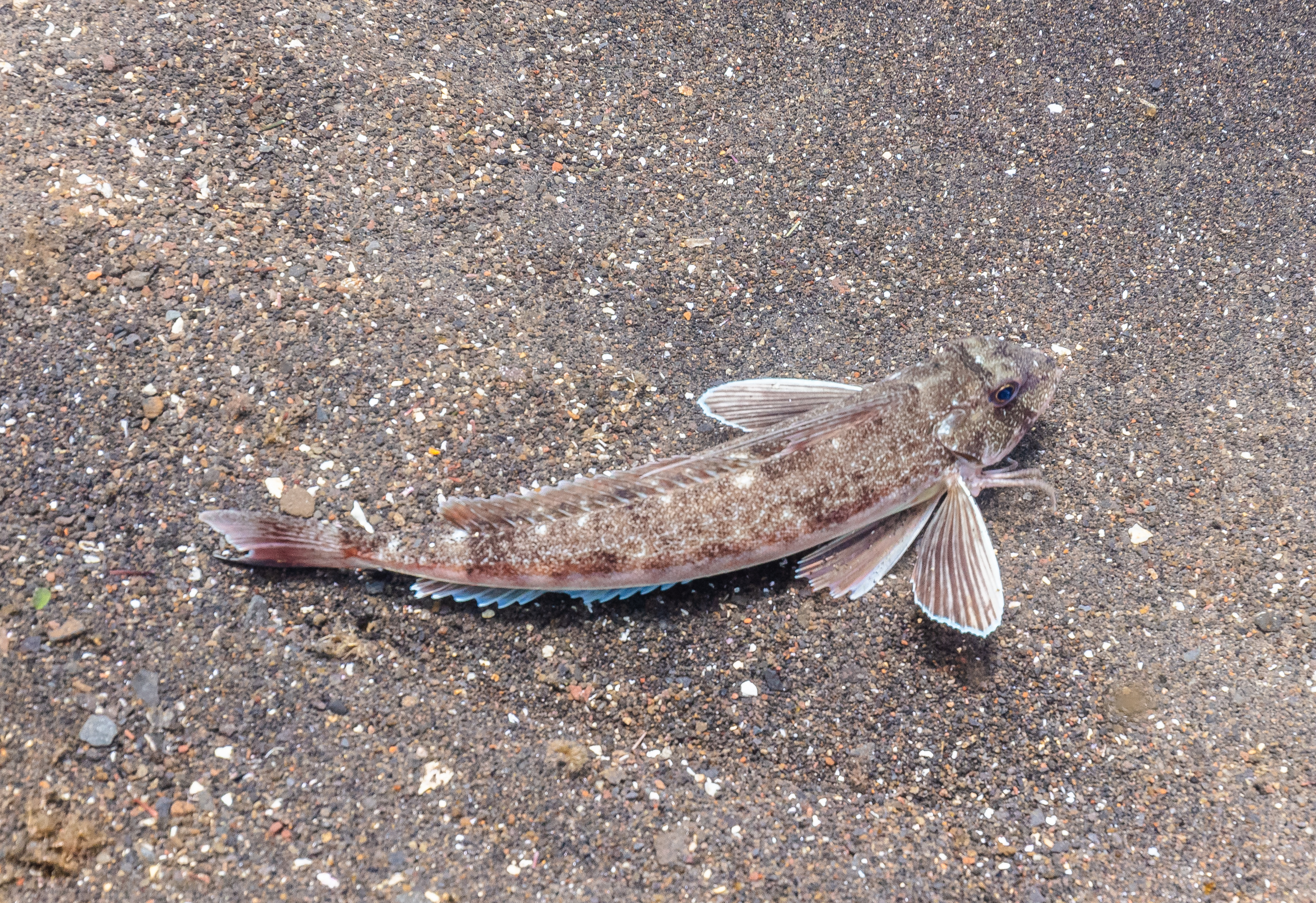
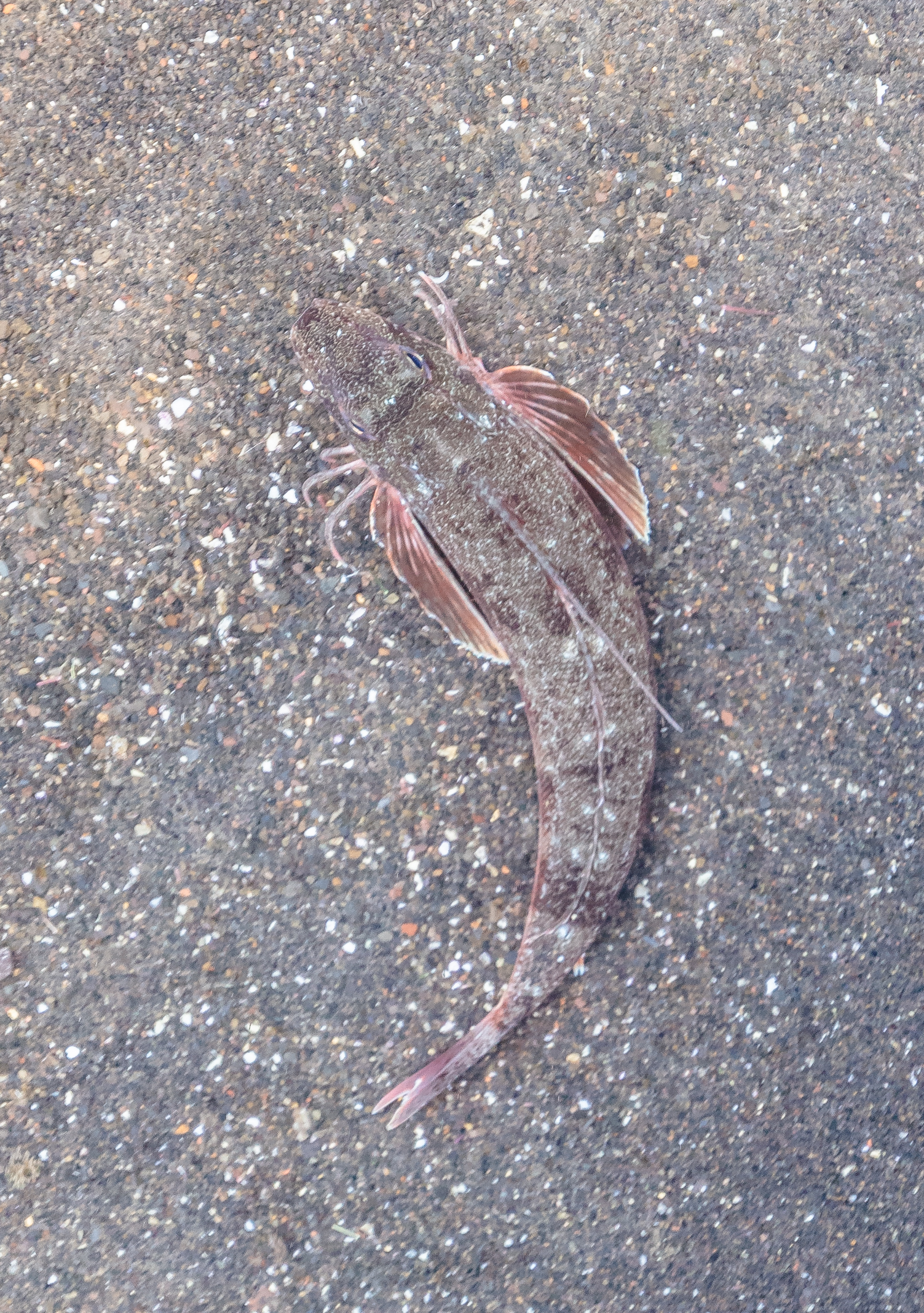
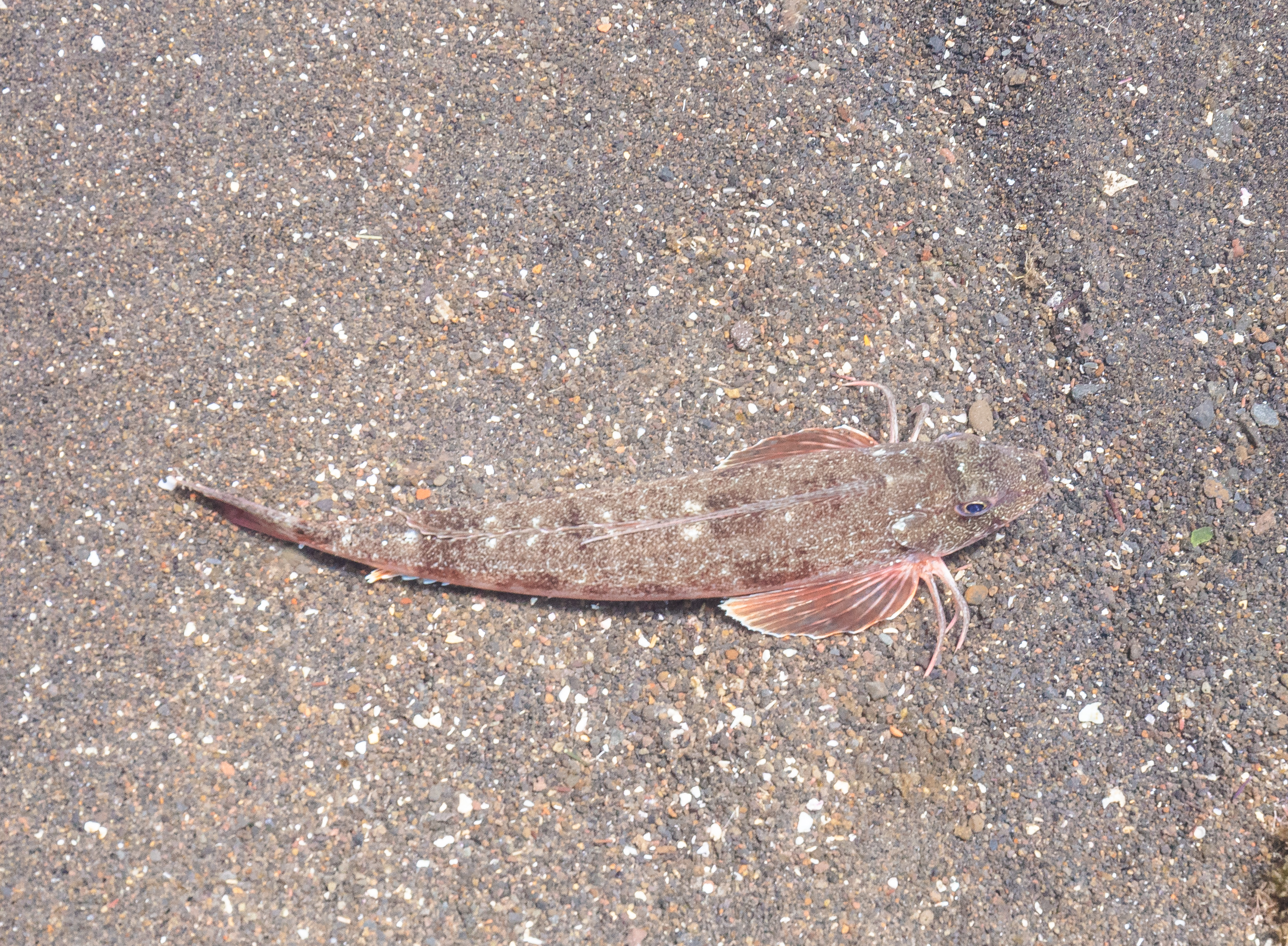
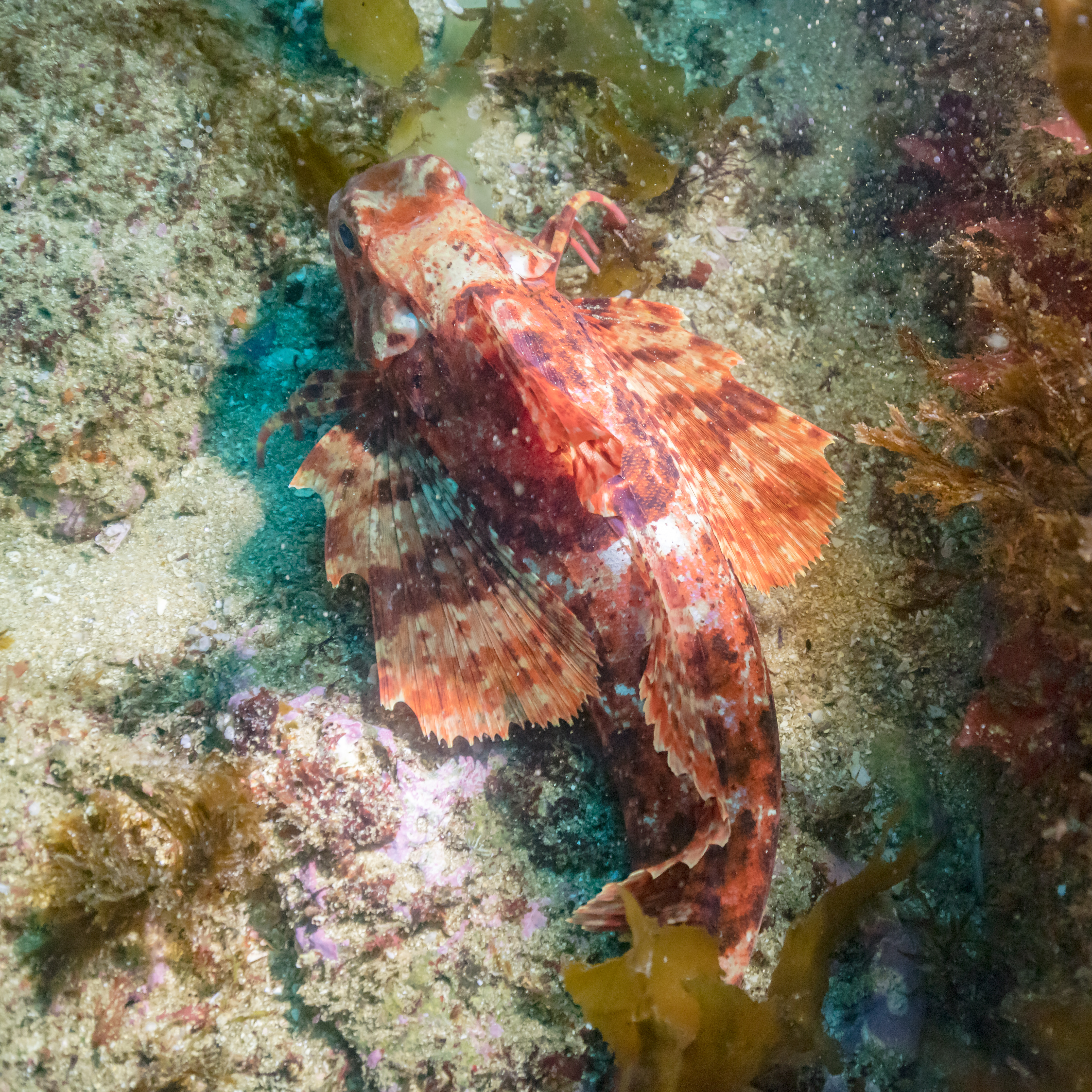
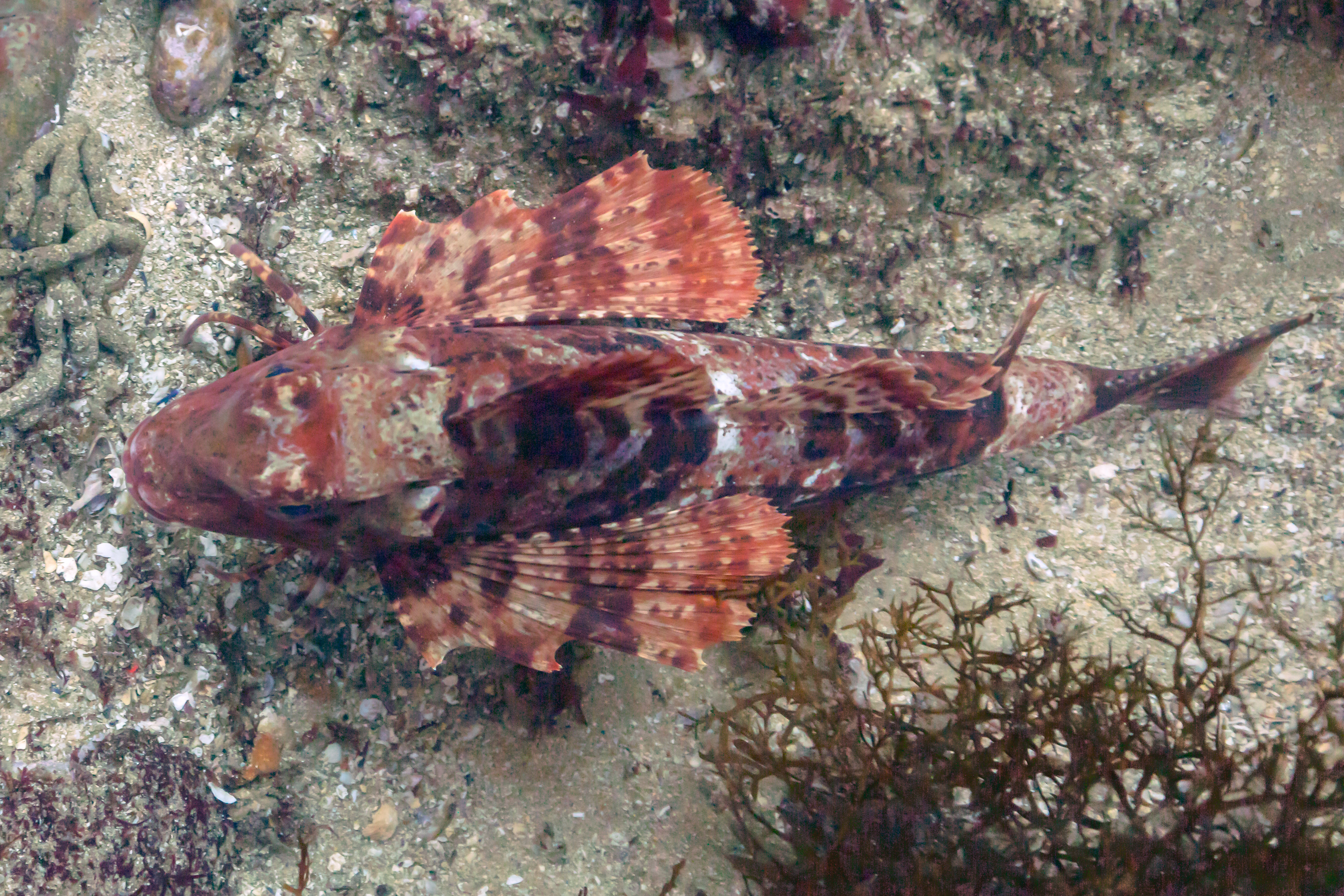
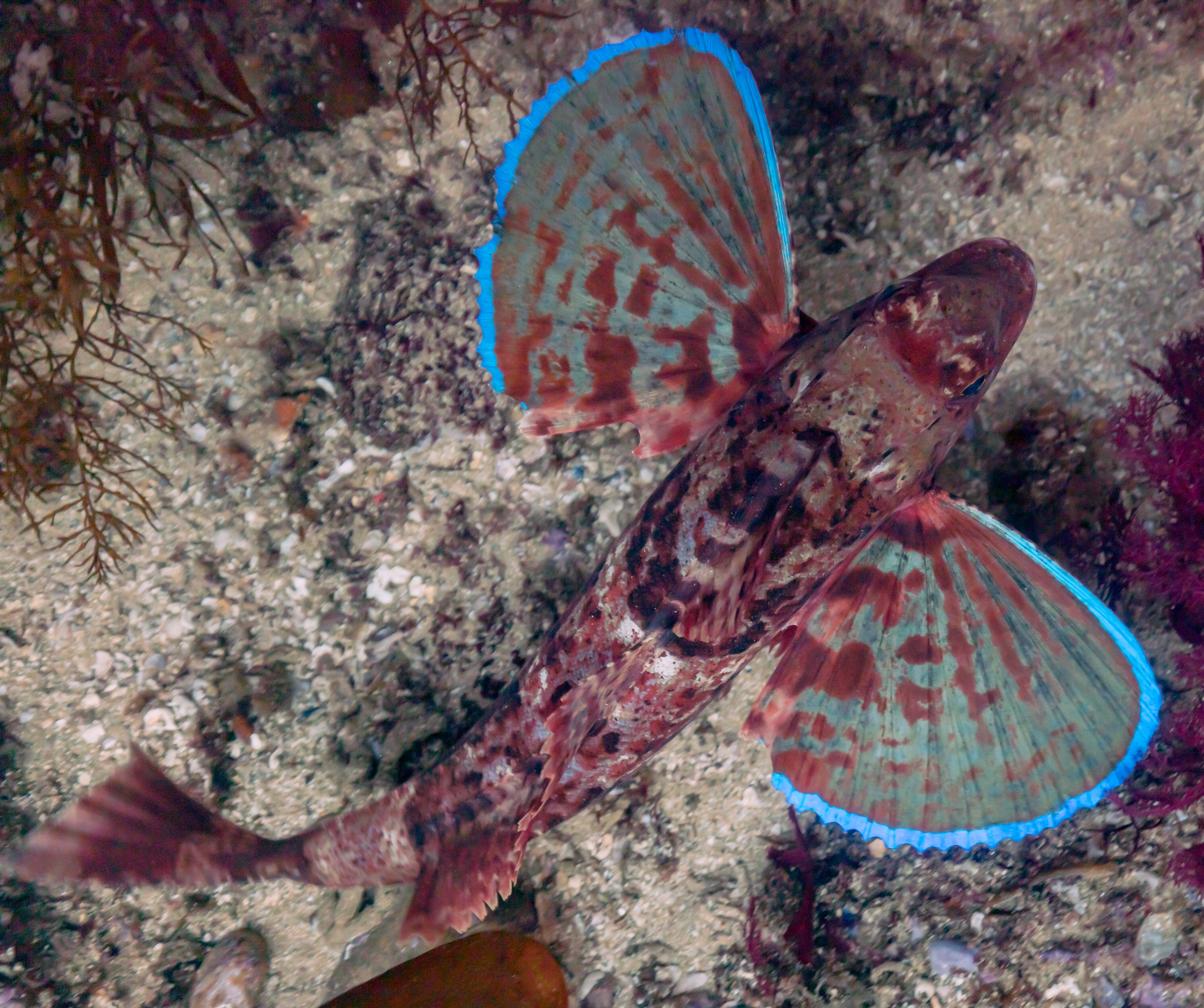
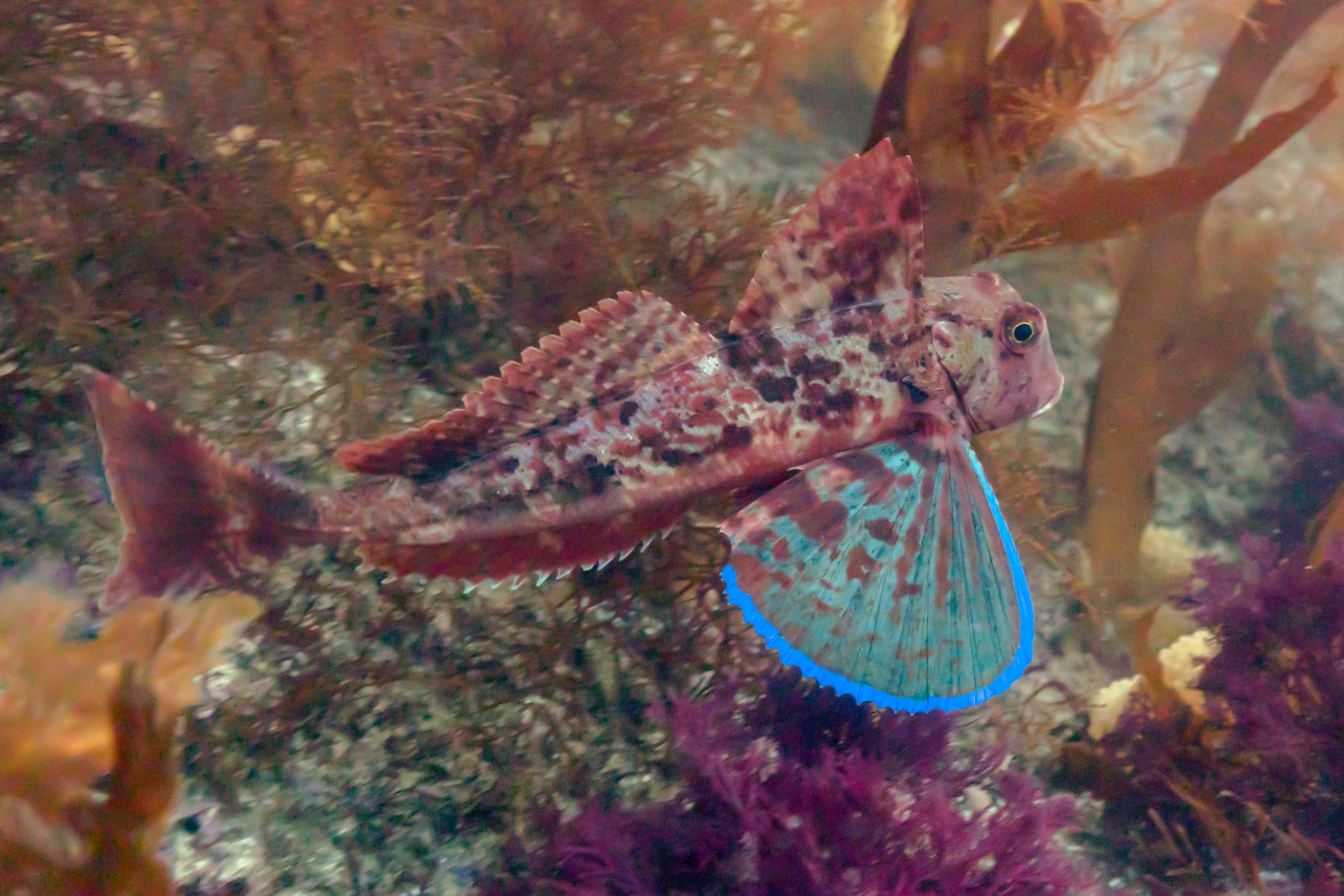